# Belgisch kampioenschap beachvolleybal
Het Belgisch kampioenschap beachvolleybal of Belgian Beachvolley Championship is een jaarlijkse strandvolleybalwedstrijdcompetitie in België waar gestreden wordt voor de nationale titel. Het is een circuit bestaande uit acht toernooien verspreid over het hele land.

## Palmares

### Heren
| Jaar | Goud                                      | Zilver                                    | Brons                                     |
| ---- | ----------------------------------------- | ----------------------------------------- | ----------------------------------------- |
| 1993 | Van de Vie & Dees (NL)                    | Jacky Kempenaers & Paul Vanderhallen      | Gras & Van Willigen (NL)                  |
| 1994 | Ben Croes & Jacky Kempenaers              | Frederik Delanghe & Pascal Delfosse       | Bram Constandt & Martin Van Der Sichel    |
| 1995 | Pascal Delfosse & Bart Van Hoyweghen      | Dirk De Boiserie & Kristof Waelkens       | Jacky Kempenaers & Koen Baeyens           |
| 1996 | Dirk De Boiserie & Kristof Waelkens       | Paul Vanderhallen & Geert Vanderstraeten  | Pascal Delfosse & Bart Van Hoyweghen      |
| 1997 | Kristof Waelkens & Ward Ceyfs             | Kurt Verleene & Peter Ix                  |                                           |
| 1998 | Pascal Delfosse & Jacky Kempenaers        | Koene Embrechts & Laurent Van Elslande    | Geert Vanderstraeten & Kristof Waelkens   |
| 1999 | Jacky Kempenaers & Frederik Delanghe      | Koen Baeyens & Filip Van Huffel           | Koen Embrechts & Dieter Melis             |
| 2000 | Koen Embrechts & Dieter Melis             | Jacky Kempenaers & Tim Joosen             | Pascal Delfosse & Frederik Delanghe       |
| 2001 | Jacky Kempenaers & Tim Joosen             | Kristof Deleu & Bram Cafmeyer             | Ward Ceyfs & Tim Van Mierlo               |
| 2002 | Ron Andelhof & Ward Coucke                | Jacky Kempenaers & Tim Joosen             | Kristof Hoho & Christophe Achten          |
| 2003 | Ron Andelhof & Ward Coucke                | Jacky Kempenaers & Wout Wijsmans          | Tim Van Mierlo & Steve Roelandt           |
| 2004 | Tim Joosen & Dieter Melis                 | Ron Andelhof & Ward Coucke                | Steven Steppe & Tim Verschueren           |
| 2005 | Tim Joosen & Dieter Melis                 | Steven Steppe & Tim Verschueren           | Tim Van Mierlo & Steve Roelandt           |
| 2006 | Kristof Hoho & Ward Coucke                | Tim Joosen & Dieter Melis                 | Steven Steppe & Tim Verschueren           |
| 2007 | Ward Coucke & Audry Frankart              | Roel Derom & Stijn De Bie                 | Tim Joosen & Steve Roelandt               |
| 2008 | Kristof Hoho & Steve Roelandt             | Tim Joosen & Dieter Melis                 | Ward Coucke & Audry Frankart              |
| 2009 | Dries Koekelkoren & Tom Van Walle         | Tim Joosen & Dieter Melis                 | Tim Verschueren & Steve Roelandt          |
| 2010 | Ward Coucke & Audry Frankart              | Dries Koekelkoren & Tom van Walle         | Tim Verschueren & Jeroen De Beleyr        |
| 2011 | Ward Coucke & Tom van Walle               | Audry Frankart & Tim Verschueren          | Dries Koekelkoren & Dieter Melis          |
| 2012 | Ward Coucke & Tom van Walle               | Maarten Deroey & Dennis Deroey            | Tim Van de Wielle & Seppe Baetens         |
| 2013 | Ward Coucke & Tom van Walle               | Dries Koekeloren & Aljosa Urnaut          | Lander Vandecaveye & Louis Vandecaveye    |
| 2014 | Dries Koekelkoren & Tom van Walle         | Dennis Deroey & Aljosa Urnaut             | Bob Douwen & Robin Adriaensen             |
| 2015 | Dries Koekelkoren & Tom Van Walle         | Seppe Baetens & Dennis Deroey             | Louis Vandecaveye & Tim Verschueren       |
| 2016 | Dries Koekelkoren & Tom Van Walle         | Yentl Van der Aa & Thomas van Reeth       | Mathias Blondeel & Jeroen Oprins          |
| 2017 | Dries Koekelkoren & Tom Van Walle         | Lander Vandecaveye & Louis Vandecaveye    | Bob Douwen & Joppe Paulides               |
| 2018 | Martijn Colson & Dennis Deroey            | Jens Christiaens & Lienert Cosemans       | Bob Douwen & Aljosa Urnaut                |
| 2019 | Lander Vandecaveye & Louis Vandecaveye    | Anshel Ver Eecke & Tim Lemmens            | Yentl Van der Aa & Thomas van Reeth       |
| 2020 | Afgelast omwille van de covid 19-pandemie | Afgelast omwille van de covid 19-pandemie | Afgelast omwille van de covid 19-pandemie |
| 2021 | Dries Koekelkoren & Tom Van Walle         | Bob Douwen & Joppe Paulides               | Gilles Vandecaveye & Louis Vandecaveye    |
| 2022 | Gilles Vandecaveye & Louis Vandecaveye    | Dennis Deroey & Marijn Colson             | Bob Douwen & Joppe Paulides               |

### Dames
| Jaar | Goud                                      | Zilver                                    | Brons                                     |
| ---- | ----------------------------------------- | ----------------------------------------- | ----------------------------------------- |
| 1994 | Katrien De Decker & Eva Roegiers          | Anja Duyck & Evi Van Der Sichel           | Ulrike Deforce & Astrid Claes             |
| 1995 | Katrien De Decker & Eva Roegiers          | Daan & Van Heusden                        | Anja Duyck & Ulrike Deforce               |
| 1996 | Katrien De Decker & Eva Roegiers          | Goele Gross & Christine Deleuil           | Anja Duyck & Ulrike Deforce               |
| 1997 | Anja Duyck & Ulrike Deforce               | Katrien De Decker & Eva Roegiers          | Tatyana Teterina & Lieve Van der Auwera   |
| 1998 | Anja Duyck & Ulrike Deforce               | Greet Neyens & Liesbet Van Breedam        | Katrien De Decker & Joke Bruyneel         |
| 1999 | Liesbet Vindevoghel & Veronique Philippe  | Anja Duyck & Daisy De Coen                | Katrien De Decker & Joke Bruyneel         |
| 2000 | Liesbet Van Breedam & Greet Neyens        | Katrien De Decker & Liesbet Vindevoghel   | Nansie De Weyer & Goele Gross             |
| 2001 | Liesbet Van Breedam & Kristien Van Lierop | Katrien De Decker & Anja Duyck            | Liesbet Vindevoghel & Tatyana Zhmakova    |
| 2002 | Liesbet Van Breedam & Kristien Van Lierop | Frauke Dirickx & Liesbet Vindevoghel      | Katrien De Decker & Anja Duyck            |
| 2003 | Kristien Van Lierop & Liesbeth Mouha      | Liesbet Van Breedam & Liesbet Vindevoghel | Katrien De Decker & Julie Rumes           |
| 2004 | Kristien Van Lierop & Liesbeth Mouha      | Joke Renneboogh & Liesbet Vindevoghel     | Liesbet Van Breedam & Svetlana Ilić       |
| 2005 | Daisy De Coen & Katrien De Decker         | Nansie De Weyer & Goele Gross             | Angie Bland & Goedele Van Cauteren        |
| 2006 | Liesbet Van Breedam & Liesbeth Mouha      | Joke Rommens & Ester Lowette              | Katrien De Decker & Julie Rumes           |
| 2007 | Liesbet Van Breedam & Liesbeth Mouha      | Ester Lowette & Lyudmyla Savchenko        | Stephanie Van Bree & Sofie Moons          |
| 2008 | Joke Renneboogh & Liesbet Vindevoghel     | Stephanie Van Bree & Ester Lowette        | Eline David & Marij Vandenbussche         |
| 2009 | Liesbet Van Breedam & Liesbeth Mouha      | Stephanie Van Bree & Goedele Van Cauteren | Ester Lowette & Liesbet Vindevoghel       |
| 2010 | Liesbet Van Breedam & Liesbeth Mouha      | Els Vandesteene & Karolien Verstrepen     | Stephanie Van Bree & Janneke Ernste       |
| 2011 | Stephanie Van Bree & Karolien Verstrepen  | Hanne De Haes & Els Vandesteene           | Maud Catry & Yana De Leeuw                |
| 2012 | Katrien Gielen & Liesbeth Mouha           |                                           |                                           |
| 2013 | Fien Callens & Maud Catry                 | Stephanie Van Bree & Karolien Verstrepen  | Katrien Gielen & Sarah Dovogja            |
| 2014 | Katrien Gielen & Marta Sobolska           | Stephanie Van Bree & Karolien Verstrepen  | Fien Callens en Maud Catry                |
| 2015 | Katrien Gielen & Marta Sobolska           | Stephanie Van Bree & Karolien Verstrepen  | Ewa Piatkowska & Kim Lieckens             |
| 2016 | Maud Catry & Els Vandesteene              | Katrien Gielen & Karolien Verstrepen      | Stephanie Van Bree & Lisa Van den Vonder  |
| 2017 | Liesbeth Mouha & Katrien Gielen           | Maud Catry & Els Vandesteene              |                                           |
| 2018 | Maud Catry & Els Vandesteene              | Elien Ruysschaert & Britt Ruysschaert     | Stephanie Van Bree & Kim Lieckens         |
| 2019 | Sarah Cools & Lisa Van den Vonder         | Britt Ruysschaert & Stephanie Van Bree    |                                           |
| 2020 | Afgelast omwille van de covid 19-pandemie | Afgelast omwille van de covid 19-pandemie | Afgelast omwille van de covid 19-pandemie |
| 2021 | Sarah Cools & Lisa Van den Vonder         | Nina Coolman & Hanne Thys                 | Maud Catry & Els Vandesteene              |